# مجاور (نظریه گراف)

گراف G، شامل ۶ راس و ۷ یال است.

در نظریه گراف، راس مجاور راس v در گراف G راسی است که با یالی به v وصل شده باشد. مجاورهای راس v در گراف G ناشی از زیرگرافی هستند که همهٔ رئوس G را دارد و بین هر دو راس آن یالی وجود دارد. به عنوان مثال، در تصویر روبرو، گرافی با ۶ راس و ۷ یال نمایش داده‌شده‌است. راس ۵ با سه راس ۱، ۲ و ۴ مجاور است ولی با رئوس ۳ و ۶ مجاور نیست.
معمولاً مجاورت رئوس را با ( NG(v یا (N(v نمایش می‌دهند.
مجاورها معمولاً در الگوریتم‌های کامپپوتر استفاده می‌شود و توسط ماتریس مجاورت و لیست مجاورت نمایش داده‌می‌شود. همچنین، توسط مجاورها می‌توان ضریب خوشه‌بندی گراف را که برابر است با میزان میانگین چگالی مجاور، به دست آورد.
راس منفرد هیچ مجاوری ندارد. درجه هر راس برابر با تعداد مجاورهایش است. حالت خاص دور است که راس با خود در ارتباط است، اگر چنین یالی وجود داشته باشد راس با خود مجاور است.

## خواص محلی در گراف

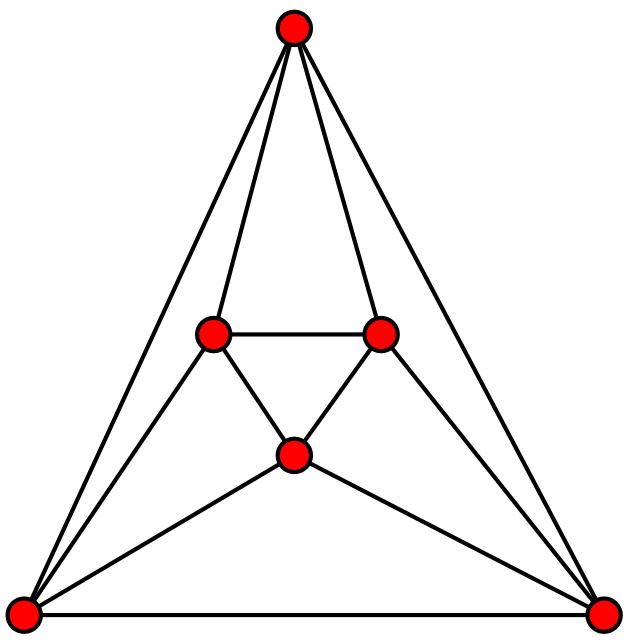
گراف هشت وجهی مجاور چرخه C_{4} است

اگر همهٔ رئوس گراف G مجاور داشته باشند، یکریخت این گراف، گرافی مشابه گراف H خواهد بود و G را به‌طور محلی H نامیده‌می‌شود، و اگر همه رئوس در گراف G مجاور داشته‌باشند که متعلق به برخی از گراف‌های خانواده F باشد، G را به‌طور محلی F می‌نامند. به‌طور مثال در تصویر، گراف هشت وجهی نمایش داده‌شده‌است، هر راس مجاوری دارد و یکریخت این گراف، گراف دوری چهار راسی است. پس گراف هشت وجهی به‌طور محلی گراف دوری C4 نامیده‌می‌شود.
مثال:
- گراف کامل Kn مجاور گراف Kn-1است.
- گرافی بدون مثلث است اگر و تنها اگر آن گراف به صورت مجاور مستقل باشد.

## همسایگی (مجاورت) یک مجموعه
برای مجموعه A که شامل رئوس است، مجاورهای A، اجماع مجاور رئوس هستند. پس مجموعه همه رئوس مجاور برابر است با حداقل اعضا A.